# 國際失蹤者日
8月30日是國際失蹤者日（英語：International Day of the Disappeared），亦稱國際強迫失蹤日，是紀念世界各地因為各種因素（最常見的是政治因素）而陷入「強迫失蹤」狀態的人。這個節日是1981年，由國際人權團體拉丁美洲失蹤及被拘禁者家庭協會聯盟(Latin American Federation of Associations for Relatives of Detained-Disappeared/Federación Latinoamericana de Asociaciones de Familiares de Detenidos-Desaparecidos，FEDEFAM)發起的。1981年，这一非政府组织在哥斯达黎加创建，这是一个地方和地区团体的协会，在多个拉丁美洲国家积极开展工作，反对秘密监禁、强迫失踪和绑架。最初目的是促進關懷大量在拉丁美洲因為戰亂、獨裁統治、人口販賣而下落不明的一般公民。
聯合國大會在2006年12月20日已通過採納《保護所有人免遭強迫失蹤國際公約》，至2015年止有88個國家簽署，當中包括歐洲、非洲、中南美洲、太平洋群島國家，而亞洲國家則有日本、印度、印尼、寮國及蒙古。2010年12月21日，聯合國大會通過第65/209號決議，對世界各國和地區強迫失蹤或者非自願失蹤，表示關注，特別是構成強迫失蹤中被逮捕、拘留和 綁架事件增多，以及對有關對失蹤事件證人或失蹤者親屬進行騷擾、虐待和恐嚇的報告不斷增多。
秘密监禁方面的工作是许多在人权活动和人道援助领域工作的国际组织和机构的重要活动之一，例如大赦国际、联合国人权高专办以及红十字国际委员会。国际失踪者日提供了一个机会来展示这些机构的工作，提高公众认识并吸引捐款和志愿者。
在这些机构中，红十字国际委员会具有独特的优势，因为该组织严格遵守中立原则。在一些情况下，红十字国际委员会是唯一获准探视某类被拘留者的组织，因此可以接触这些人群，查看他们的待遇。对于被拘留者的家人而言，红十字国际委员会传递的消息往往是这些被拘留者命运的唯一线索。
探视因冲突而被拘禁的人并使他们能够与家人恢复并保持联系，这是红十字国际委员会的重要职责之一。但“失踪者”的定义要远远超出强迫失踪受害者的范畴，还包括那些因冲突、自然灾害或其他悲剧而与家人失去联系的人。
失踪者可能遭到拘禁、被困外国、住院或死亡。通过其寻人服务部门，并与世界各地189个红十字会和红新月会合作，红十字国际委员会致力于帮助这些家庭获得有关亲人命运的信息。该组织提醒政府和其他团体他们有义务尊重家人对其亲人命运的知情权。该组织还与失踪者家人一起努力，帮助他们应对心理、社会、法律和经济需求。
秘密或不确定的监禁严重违反了一些人权理念，在武装冲突的情况下，则严重违反了国际人道法。1992年12月18日，联合国大会通过了第47/133号决议《保护所有人不遭受强迫失踪宣言》。据估计，在大约30个国家中都有秘密监禁的事情发生。人权高专办被强迫或非自愿失踪问题工作组登记了约46000个在未知情形下失踪之人的案例。
2007年8月30日，成百上千名菲律宾失踪者的家属和支持者，进行了反政府游行以纪念国际失踪者日。这些失踪者大多是活动家，在被菲律宾安全部队绑架后失踪或遇害。
2008年8月30日，反对强迫失踪国际联盟聚集了来自世界各地的失踪者家人组织和人权组织，开展了一项全球活动，旨在推动《保护所有人免遭强迫失踪国际公约》获得批准。